# Patsy Maegerman
Patsy Maegerman (ur. 11 lipca 1972 w Aalst) – belgijska kolarka szosowa, srebrna medalistka mistrzostw świata.

## Kariera
Największy sukces w karierze Patsy Maegerman osiągnęła w 1994 roku, kiedy zdobyła srebrny medal w wyścigu ze startu wspólnego podczas mistrzostw świata w Agrigento. W zawodach tych wyprzedziła ją jedynie Norweżka Monica Valvik, a trzecie miejsce zajęła Jeanne Golay z USA. Był to jedyny medal wywalczony przez Patsy Maegerman na międzynarodowej imprezie tej rangi. Kilkakrotnie zdobywała medale mistrzostw kraju, lecz nigdy nie zwyciężyła.